# Sub Plai, Caraș-Severin
Sub Plai este un sat în comuna Cornereva din județul Caraș-Severin, Banat, România.